# La sinfónica de los Andes
La sinfónica de los Andes es una película documental colombiana estrenada en febrero de 2020. Dirigida por Marta Rodríguez, relata la historia de una orquesta de música ancestral compuesta por jóvenes indígenas del pueblo Nasa en el norte del departamento del Cauca en Colombia, una zona que históricamente se ha visto afectada por el conflicto armado.

## Antecedentes
En el año 2011, una niña de 11 años perteneciente a la etnia Nasa del norte del Cauca, falleció a causa de una explosión generada por un artefacto utilizado frecuentemente por las FARC. Este suceso llevó a la veterana documentalista Marta Rodríguez a iniciar el proceso de grabación de un nuevo documental, con el fin de presentar al mundo la suerte de muchos niños indígenas de esta región, golpeada frecuentemente por la violencia.
En el proceso, la documentalista conoció a la sinfónica de música andina, un grupo musical compuesto por jóvenes indígenas de la etnia Nasa. Al darse cuenta del valor de la existencia de este proyecto artístico en medio de la violencia, decidió incluirlo en el documental. Rodríguez se refirió a este hecho en una entrevista concedida a la revista Semana:

«...En ese proceso también conocí a la Sinfónica de Música Andina, que me pareció importante porque era un estímulo cultural para los niños. En medio de tanta violencia, el arte aparece como una forma de evitar el reclutamiento forzado y recordar por medio de la música a las víctimas que nunca dejaron de ser niños».